# Малые Азобичи
Малые Азобичи — деревня в Рославльском районе Смоленской области России. Входит в состав Волковичского сельского поселения. Население — 32 жителя (2007 год). 
Расположена в южной части области в 6 км к юго-востоку от Рославля, в 5 км восточнее автодороги А141 Орёл — Витебск, на берегу реки Остёр. В 2 км юго-западнее деревни расположена железнодорожная станция Рославль-2 на линии Рославль — Фаянсовая. 

## История
В годы Великой Отечественной войны деревня была оккупирована гитлеровскими войсками в августе 1941 года, освобождена в сентябре 1943 года.